# Neolamprologus brichardi
Neolamprologus brichardi là một loài cá hoàng đế bản địa của hồ Tanganyika ở Đông Phi Nó là loài khá phổ biến trong các bể cá cảnh nơi chúng có tên gọi phổ biến là Cá công chúa hoàng đế hay Công chúa xứ Burundi hoặc Cá hoàng đến đàn lia Chúng có quan hệ gần gũi với loài N. pulcher từ phía Nam của hồ Tanganyika, thậm chí có đề xuất cho rằng hai loài này nên cùng là một loài.

## Đặc điểm
N. brichardi là loài cá cảnh phổ biến theo nhiều cách. Chúng sống theo bầy cùng nhau đến 100,000 cá thể trong phạm vi khu vực 50 m vuông. N. brichardi đặc biệt thích ăn các loài cỏ, tảo mọc trên đá, chúng cũng đớp cả những loài động vật không giây sống nhỏ và các loài giáp xác. Trong bể cá cảnh, chúng có thể lớn lên tới 15 cm (6"), Chúng là một trong những loài cá cảnh dễ nuôi. Cách tốt nhất để nuôi loài Neolamprologus brichardi là chỉ nuôi chúng trong một bể với thể tích khoảng từ 15 đến 35 gallon. Có thể nuôi N. brichardi với cá hoàng đế Malawia hay cá hoàng đế Victoria với những con sò Tanganyikan. Trong môi trường nuôi nhốt, loài cá này có thể chấp nhận thức ăn chế biến sẵn (prepared food) và các loại mồi flake.